# José Mariano de Michelena
José Mariano de Michelena (Valladolid Morelia, Michoacán, 14 de Julho de 1772 – Cidade do México, 10 de Maio de 1852) foi um oficial militar espanhol da Nova Espanha e Espanha, um dos precursores da independência mexicana e político do México independente. Foi também o responsável pela introdução do cultivo de café no México.

## Início de carreira
Oriundo de uma família distinta e desafogada, José Michelena frequentou a Universidade do México, licenciando-se em Direito. Em 1806 alistou-se no regimento de infantaria La Corona, com o posto de tenente. No acampamento militar de Xalapa tornou-se amigo de Ignacio Allende, Juan Aldama e outros oficiais militares da Nova Espanha que mais tarde se juntaram ao movimento de insurgência contra o domínio espanhol. Deixou Xalapa, mudando-se para a Cidade do México, e em 15 de Outubro de 1808 foi enviado para Valladolid com a missão de recrutar homens para o seu regimento.

## Conspiração de Valladolid
Em Valladolid, juntou-se a um grupo de conspiradores independentistas, no qual se incluíam o seu irmão Nicolás, Manuel García Obeso e Manuel Muñiz, Ruperto Mier, Mariano Quevedo, Soto Saldaña, Manuel Ruíz de Chávez, Vicente de Santa María e o padre Huango. Animados pela ocupação francesa da Espanha, os conspiradores tentaram uma revolução armada em Celaya, San Miguel de Allende e Zamora. Michelena foi então enviado para Guanajuato com o propósito de recrutar rebeldes.
Esta conspiração foi descoberta pelas autoridades espanholas em 21 de Dezembro de 1809. Os conspiradores foram detidos e confinados ao convento de El Carmen. O arcebispo Francisco Javier de Lizana y Beaumont, então vice-rei da Nova Espanha, ordenou que fossem trazidos à Cidade do México para que pudesse falar-lhes. Em sua defesa, os conspiradores disseram que eram patriotas fiéis, cuja única intenção era preservar o país para o rei Fernando VII, que havia sido obrigado a abdicar por Napoleão. Propuseram ao vice-rei, formar uma junta que governasse a Nova Espanha em nome do rei Fernando e que tomasse todas as medidas possíveis para prolongar o reinado deste augusto soberano. Lizana não encontrou razão para que os conspiradores fossem perseguidos criminalmente, para grande desgosto dos partidários pró-Espanha. Michelena regressou então aos seus deveres militares em Xalapa.

## Guerra na Espanha
Ao iniciar-se a insurreição liderada por Miguel Hidalgo em Setembro de 1810, Michelena foi novamente detido, sendo encarcerado em San Juan de Ulúa, Veracruz até 1813, e posteriormente enviado para a Espanha. Durante o tempo que esteve detido adoeceu com um episódio severo de reumatismo. Já na Espanha, juntou-se a uma unidade que combatia os franceses. Esteve envolvido em numerosas acções de combate, incluido a captura de Bayonne em Fevereiro de 1814.
Manteve-se ao serviço do exército, e em 1820 foi nomeado deputado nas cortes, por Michoacán.

## Regresso ao México
Ao tomar conhecimento do desfecho bem sucedido da guerra da Independência do México, regressou àquele país em 1822. Foi então admitido no exército mexicano, com o posto de brigadeiro, e foi deputado no congresso constitucional.
Lutou contra o Imperador Agustín de Iturbide, como aderente ao plano de Casa Mata.

## "Presidente" do México
Após a abdicação de iturbide, o congresso escolheu um triunvirato constituído por Pedro Celestino Negrete, Nicolás Bravo e Guadalupe Victoria para exercer o poder executivo até que se levassem a cabo eleições. Porém, Bravo e Victoria encontravam-se ausentes, e Michelena e José Miguel Domínguez foram escolhidos como substitutos temporários. No período (1822-24), Michelena liderou o triunvirato, sendo para todos os efeitos, presidente do México em exercício.
Anulou o tratado de Córdoba e o plano de Iguala. Com o regresso de Bravo, Michelena cedeu o cargo a este, em 31 de Janeiro de 1824. Foi depois nomeado ministro plenipotenciário na Grã-Bretanha.

## Final de carreira
Viajou a Roma, Grécia, Palestina e Arábia. Deste último local, trouxe plantas de cafeeiro, que criou na sua fazenda perto de Uruapan, no que foi o primeiro cultivo de café bem sucedido no México. Mais tarde foi delegado ao Congresso do Panamá, convocado por Simón Bolívar, em 1826.
Mais tarde ainda, foi nomeado ministro da guerra no governo nacional (de Abril a Outubro de 1837), e governador de Michoacán. Era partidário do federalismo mexicano, opondo-se a um governo nacional unitário. Era maçom, tendo ajudado a estabelecer o rito de York no México. Foi dos poucos precursores da independência mexicana a viver tempo suficiente para vê-la conseguida. Faleceu em 1852 na sua cidade natal de Valladolid.